# Audi Q7
O Audi Q7 é um utilitário esportivo de grande porte produzido pela Audi sobre a mesma plataforma do Volkswagen Touareg e do Porsche Cayenne. Em Setembro de 2006 foi lançada a versão Q7 V12 TDI, equipada com um motor diesel capaz de debitar 500 cv de potência e 1001 Nm de binário.

## Galeria
- Frente da primeira geração (2005-15)
- Traseira da primeira geração (2005-15)
- Frente da segunda geração (2015-presente)
- Traseira da segunda geração (2015-presente)

## Audi Q7 coastline
Na edição de 2008 do Salão de Genebra a Audi apresentou o protótipo Coastline, equipado com motor V12 diesel.